# Giải mã nhân tâm
Giải mã nhân tâm (tiếng Trung: 仁心解碼) là một bộ phim truyền hình Hồng Kông được sản xuất bởi La Vĩnh Hiền và TVB.

## Phân vai

### Cao Gia
| Diễn viên        | Nhân vật       |
| Nhạc Hoa         | Cao Thủ Nghĩa  |
| Lí Quốc Lân      | Cao Lập Bổn    |
| Giản Mộ Hoa      | Đặng Uyển Nhàn |
| Phương Trung Tín | Cao Lập Nhân   |
| Quan Uyển San    | Cao Khả Lam    |

### Liên Gia
| Diễn viên       | Nhân vật           |
| Triệu Mẫn Thông | Liên Chánh Đức     |
| Tuyết Ni        | Chương Diễm Phương |
| Tương Chí Quang | Liên Chí Sâm       |
| Trần Chỉ Tinh   | Hà Tú Huệ          |
| Mạch Hạo Nhi    | Liên Hiểu Đồng     |
| Lâm Tuấn Khiêm  | Liên Hiểu Huy      |
| Liệu Lệ Lệ      | Quần Tả            |

### Y viện nhân hòa
| Diễn viên         | Nhân vật         |
| Quách Đức Tín     | La Trí Hạo       |
| Trương Quốc Cường | La Vĩnh Khanh    |
| Phương Trung Tín  | Cao Lập Nhân     |
| Tương Chí Quang   | Liên Chí Sâm     |
| Mông Gia Tuệ      | Trác Tuệ Kiều    |
| Ninh Tiến         | Hoắc Y Sanh      |
| Thái Tử Kiện      | Trần Quang Lượng |
| Hồng Thiên Minh   | Dư Quân Vĩ       |
| Trần Triển Bằng   | Phương Vinh Tuấn |
| Trần Tự Dao       | Trịnh Tâm Nhu    |
| Trịnh Gia Sanh    | Tô Báo           |
| Trần An Oánh      | Lương Kim Khanh  |
| Trần Vinh Tuấn    | Hà Đại Viễn      |
| Hoàng Hạo Nhiên   | Lí Ứng Xuân      |
| Ti Đồ Thụy Kì     | Lí Kính Nghiệp   |
| Trần Chỉ Tinh     | Hà Tú Huệ        |
| Từ Thục Mẫn       | Lữ Vịnh Chi      |
| Hoàng Dật Đồng    | Mạch Bội San     |
| Uông Lâm          | Tạ Tư Nhã        |

### Tổ trọng án
| Diễn viên       | Nhân vật       |
| Hoàng Trí Hiền  | Chung Quốc Bân |
| Vương Thanh     | Hà Vũ Kiên     |
| Từ Tử San       | Mạc Mẫn Nhi    |
| Du Lang Duy     | Thái Quý Hùng  |
| La Thiên Trì    | Tô Phong       |
| Hồ Kì Phong     | Diệp Bách Hào  |
| Dương Chứng Hoa | Lỗ Thụy Đạt    |